# Allothunnus fallai
Allothunnus fallai е вид лъчеперка от семейство Scombridae. Видът е незастрашен от изчезване.

## Разпространение и местообитание
Разпространен е в Австралия, Бразилия, Мавриций, Мадагаскар, Нова Зеландия, Перу, Реюнион, САЩ, Чили и Южна Африка.
Среща се на дълбочина от 15 до 478 m, при температура на водата от 7,5 до 11,4 °C и соленост 34,4 – 35 ‰.

## Описание
На дължина достигат до 1 m, а теглото им е максимум 13,7 kg.
Популацията на вида е стабилна.